# Rio Carinhanha
O rio Carinhanha é um curso de água que banha os estados da Bahia e de Minas Gerais. Nasce no estado de Minas Gerais, nas proximidades do Parque Nacional Grande Sertão Veredas, percorrendo cerca de 450 km, até desaguar no rio São Francisco. É o quinto maior afluente do rio São Francisco.
Existe um programa de governo desenvolvido pela prefeitura de Carinhanha para a proteção da biodiversidade ambiental no parque localizado na foz do rio Carinhanha.

## Etimologia
"Carinhanha" é um nome originário da língua tupi: significa "acaris dentados", através da junção de ûakary (acari) e ãîa (dentado).